# Franc Bajlec
Franc Bajlec ali Ferko Bajlec (roj. Bajlecz Ferenc) je slovenski politik, pravnik, publicist, urednik. * 17. marec 1902, Bogojina; † 2. julij 1991, Buenos Aires.

## Življenje in delo
Rodil se je v prekmurski kmečki družini na takratnim Ogrskem (Slovenska krajina). Po matični knjigi bogojinske župnije je bil sin očeta Jožefa Baleka (v oklepaju je dodan še priimek Bajlec) in matere Ane Smejh. Bil je sorodnik bivšega mariborskega pomožnega škofa Jožefa Smeja. Poznejši potomci so povezani tudi s papežem Frančiškom.
Osnovno šolo je končal v Bogojini. Prva dva razreda gimnazije je končal v Veržeju pri salezijancih. Srednjo šolo je nadaljeval in končal v Šentvidu pri Ljubljani. Po maturi (1923) se je vpisal na Univerzo v Ljubljani, kjer je študiral arhitekturo pri Jožetu Plečniku. Kasneje se je vpisal na pravo, ki ga je dokončal v Zagrebu.
Bogojinski župnik Ivan Baša je naprosil Bajleca, naj stopi v stik s Plečnikom, ker je načrtoval gradnjo nove večje cerkvene stavbe v Bogojini. Nova cerkev je bila dograjena leta 1927. Leta 1928 je Bajlec objavil članek v Kalendarju Srca Jezušovoga z naslovom Mi zidamo Bogi na čast, v katerem opisuje dogodke ob gradnji nove bogojinske cerkve.
Že v mladih letih se je Bajlec intenzivno vključeval v politiko. Bil je svetnik Dravske banovine in član prekmurskega akademskega društva Zavednost. Veliko je naredil zlasti na področju izobraževanja kot pobudnik in zagovornik ustanovitve gimnazije v Murski Soboti. Sodeloval je tudi pri ustanavljanju vaških posojilnic in hranilnic v Prekmurju. Bil je član Slovenske ljudske stranke in Jugoslovanske radikalne zajednice. Nekaj časa je bil urednik Kleklovih Novin, v katerem je občasno objavljal tudi svoje prispevke v prekmurščini.

### Vloga v drugi vojni
Med drugo svetovno vojno je bil edini organizator Slovenskega domobranstva v Prekmurju, toda se mu ni uspelo množično novačiti mlade Prekmurce v to vojsko enoto, saj tega niso podpirali ni domači, niti narodnozavedni prekmurski Slovenci in prekmurski duhovniki. Prikrito je sodeloval tudi z madžarskimi okupacijskimi oblastmi in vzpostavljal vezi z Miklósem Hortyjem ter Slovenskim domobranstvom v Ljubljani, ki sta mu načelovala lazarist in vojni kurat Ignacij Lenček in Franc Sodja. Imel je idejo, da bi na Madžarskem, ni daleč od slovenske meje, zgradili letališče, kjer bi pristajala tudi zavezniška letala.
Po vojni je pobegnil preko Avstrije in Italije v Argentino, kjer je najprej delal kot uradnik na Uradu za socialno delo. Kasneje je bil prisiljen odpreti zasebno podjetje za izdelavo rokavic. Tudi v Argentini je bil aktiven na več področjih. Bil je eden od sodelavcev pri ustanovitvi Baragove tiskarne. V Argentini je veliko sodeloval z Lenčkom, zlasti na kulturnem in političnem področju. Poleg tega je urejal ter tiskal svojo konservativno in radikalno politično revijo Tabor.